# Johann Heinrich Bisterfeld
Johann Heinrich Bisterfeld (magyaros névalakban Bisterfeld János Henrik) (Siegen, 1605 – Gyulafehérvár, 1655. február 6.) evangélikus teológus, Bethlen Gábor fejedelem titkos tanácsosa és gyulafehérvári tanár, az angol puritanizmus híve.

## Élete
Johannes Bisterfeld teológus, filozófus és pedagógus fiaként született. Miután 1619-ben Heidelbergben befejezte teológiai  tanulmányait, Genfben, a leideni és az oxfordi egyetemen tanult, majd az észak-brabanti Gravéban szolgált. 1629-ben a herborni egyetem professzora lett, és még ugyanebben az évben Bethlen Gábor fejedelem meghívta Johann Heinrich Alsteddel és Piscatorral együtt a gyulafehérvári főiskolára, ahol a teológiát és filozófiát adott elő. A fejedelem nemesi birtokot adományozott neki Tövisen; 1645-ben pedig házat vett Nagyszebenben. Alsted professzor lányát vette feleségül, akitől Susanna nevű lánya született, második felesége Johann Stenzel nagyszebeni tanácsos lánya volt.
Tudományos hírnevét teológiai és filozófiai írásaival szerezte, de a természettudományok területén is sokoldalúan tájékozott volt. Tanári és tudományos működése mellett I. Rákóczi György követeként is tevékenykedett. Könyvtárát a gyulafehérvári kollégiumra hagyományozta.
A nép fizikai kísérleteiért ördöngösnek tartotta; a népmonda szerint az ördögök tépték szét. A nagyenyedi kollégium ritkaságai között tartották számon Bisterfeld kapcsos ördögidéző könyvét, amely azonban az 1849. januári vérengzés során a könyvtárral együtt megsemmisült.

## Művei
- Disputatio philosophica de concursu causae primae cum secundis. Albae Juliae, 1630
- De uno Deo patre, filio, ac spiritu sancto Misterium pietatis. Lugd. Batav., 1639 (és Amsterdamban 1659)
- Elementa logica in usum scholae Albensis. Albae Julia, 1635 (2. k. 1641. 3. k. 1645. Uo. 4. bőv. k. Várad. 1649)
- Disputatio theol. de domino nostro J. Christo. Albae Juliae, 1641
- Disputatio theol. de divina Scripturae S. eminentia. Uo. 1641
- Indices VII. ad Prodromum religionis triumphantis Johannis Henrici Alstedii (Uo. 1641)
- Medulla priscae puraeque latinitatis. Uo. 1646 (Wendelin Marc. Frider. ezen munkáját az ifjuság számára kiadta s előszóval ellátta)
- Beata beatae Virginis ars. Uo. 1651
- Philosophiae primae Herebordi seminarium. Uo. 1652
- Gladii spiritus ignei vivi et ancipitis, seu Scripturae S. divina eminentia. Uo. 1653
- Ars concionandi. Lugd. Bat., 1654
- De divina eminentia et efficientia S. Scripturae. Uo. 1654
- Bisterfeldius redivivus seu operum H. B. posthumorum Tom. I. et II. Hagae, 1661
- Disquisitio de symbolo apostolico. Amstelodami. 1702
- Phosphorus catholicus seu epitome artis meditandi, hely és év nélkül